# Усадьба Дюрингера
Усадьба Дюрингера — комплекс зданий городской усадьбы начала XX века, возведённый в стиле модерн с элементами неоготики в городе Иваново (до 1932 года — Иваново-Вознесенск). Центральным элементом ансамбля является главный дом, построенный в 1910—1914 годах по проекту ивановского архитектора Александра Фёдоровича Снурилова для швейцарского предпринимателя Александра Яковлевича Дюрингера. Здание признано одним из наиболее ярких и узнаваемых памятников архитектуры города. Является объектом культурного наследия России регионального значения.

## История
Участок земли на пересечении современных улиц Марии Рябининой (ранее Посадская) и Проспекта Ленина (ранее Георгиевская) до 1909 года находился во владении купца В. И. Охлопкова. Существовавшие на тот момент деревянные постройки до нашего времени не сохранились, их изображений также не осталось.
В 1909 году имение приобрёл Александр Яковлевич Дюрингер (урождённый Генрих Игнатс, род. 1871 в Штекборне, Швейцария). Он переехал в Иваново-Вознесенск из Москвы, где был представителем швейцарской фирмы «Гандшин и К», специализировавшейся на производстве красителей для текстильной промышленности. Согласно данным потомков, Дюрингер прибыл в Россию по приглашению императора Николая II и переехал в Иваново-Вознесенск в 1904 году. В России он принял православие, взяв имя Александр Яковлевич, и женился на Ольге Трофимовне (происхождение которой является предметом обсуждений: некоторые источники указывают на княжеский род Долгоруких). В семье родилось девять детей.
Новый владелец заказал проект усадьбы архитектору А. Ф. Снурилову. Строительство главного дома велось с 1910 по 1914 год. Здание было выполнено в стиле модерн с использованием мотивов средневековой готической архитектуры, что придавало ему сходство с замком. Семья Дюрингера заселилась в новый дом в 1914 году.
В декабре 1915 года Ольга Трофимовна Дюрингер скончалась. Обстоятельства её смерти являются предметом различных версий. Согласно местным преданиям, она покончила с собой (повесилась) из-за предполагаемых измен мужа. Однако, по свидетельствам потомков, в частности внучки Евгении Полещенко, Ольга Трофимовна застрелилась. Причиной могли послужить финансовые трудности семьи, усугубившиеся с началом Первой мировой войны и прекращением поставок красителей, а также, возможно, желание избежать позора из-за инициированного Александром Яковлевичем развода. Потомки отрицают слухи об изменах мужа.
Судьба самого Александра Яковлевича также имеет несколько версий относительно даты и причины смерти. По одним данным, он умер в 1919 году от чёрной оспы. Сообщается, что его хоронили в закрытом гробу. По версии, изложенной его внучкой Евгенией Полещенко, Александр Яковлевич скончался в 1917 году от чумы (или тифа, болезнь не уточняется), заразившись после того, как по просьбе владимирского губернатора разместил в своём доме больных. Закрытый гроб в этом случае объяснялся мерами предосторожности для предотвращения распространения болезни. Источник "Свод памятников" указывает, что он умер менее чем через год после смерти жены, что соответствует 1916 году.
После революции 1917 года усадьба была национализирована и в доме располагалось Губернское Статистическое Бюро. Судьба детей Дюрингера сложилась по-разному: некоторые подверглись репрессиям, младший сын Сергей (1910 г.р.) попал в детский дом, откуда сбежал и беспризорничал, впоследствии выучился на инженера лесного хозяйства и жил в Великих Луках. Здание усадьбы использовалось для различных нужд, в том числе как госпиталь, а позже было переоборудовано под коммунальное жильё.
В настоящее время главный дом усадьбы продолжает использоваться как жилой, он разделён на несколько квартир. Здание находится в неудовлетворительном состоянии и требует комплексной реставрации.

## Архитектура
Первоначальный усадебный комплекс включал главный дом, хозяйственный корпус, контору, сторожку, старый деревянный дом (предположительно, оставшийся от Охлопкова) и ворота. Наиболее значимым и относительно хорошо сохранившимся элементом является главный дом.
Здание возведено из бетонных блоков с внутренними пустотами. Фасады отделаны рустом, имитирующим каменную кладку. Архитектурное решение сочетает принципы модерна (асимметричная композиция, Г-образный план, разнообразие оконных проёмов, криволинейные очертания некоторых элементов) с романтическими мотивами средневековой готики (щипцовые завершения кровель, угловая круглая башня, напоминающая донжон, использование стрельчатых форм).
Дом имеет два основных этажа и антресоли в восточном крыле. Композиция здания асимметрична. Главный (северный) фасад, обращённый к улице Марии Рябининой, отличается сложной пластикой с выступающими ризалитами. Выделяется большое тройное окно с треугольным завершением, прорезающее оба этажа; за ним первоначально размещалась парадная лестница. Этот мотив в уменьшенном виде повторяется на других фасадах. Юго-восточный фасад акцентирован угловой башней и балконом с небольшим шпилем; его плоскость ритмично разделена узкими вертикальными нишами. Окна основных этажей прямоугольные, тогда как окна антресолей — арочные, трёхчастные.
Г-образная конфигурация дома формирует внутренний двор. По некоторым сведениям, во дворе ранее располагался фонтан со скульптурой, который ныне утрачен. На стенах во дворе сохранились лепные розетки над окнами второго этажа.
Внутренняя планировка и отделка интерьеров были кардинально изменены в советский период при приспособлении здания под коммунальное жильё. От первоначального убранства сохранились лишь незначительные фрагменты: несколько метлахских плиток с орнаментом на полу лестничной клетки и элементы кованых перил лестницы. Под слоями позднейшей краски в подъезде местами просматриваются остатки старых орнаментальных росписей стен.

## Легенды
Благодаря своей необычной "замковой" архитектуре и драматической истории семьи владельцев, усадьба Дюрингера стала источником множества городских легенд:
- Подземный ход: Существуют предания о наличии тайного подземного хода, который, по разным версиям, вёл из подвалов дома к соседней усадьбе Соколовых (якобы для тайных встреч А. Я. Дюрингера с её хозяйкой[5]) или к реке Уводь. Некоторые связывают предполагаемый туннель с собраниями масонов[2][5]. Потомки Дюрингера отрицали романтическую связь с Соколовой, но подтверждали наличие обширных подвалов[2]. По воспоминаниям младшего сына Сергея, в детстве он с другими детьми действительно катался на санках по подземному ходу, ведущему к Уводи[3].
- Драгоценности и клад: Распространены слухи о том, что в закрытый гроб А. Я. Дюрингера вместо тела положили драгоценности, или что в самом доме спрятан клад с золотом и камнями[2][5]. Потомки считают легенды о несметных богатствах преувеличенными, указывая на финансовые трудности семьи после смерти Александра Яковлевича[3].
- Призрак Ольги Дюрингер: Некоторые местные жители верят, что в окнах дома можно увидеть силуэт покончившей с собой хозяйки усадьбы[5].